# Medalha Srinivasa Ramanujan
A Medalha Srinivasa Ramanujan, homenageando o matemático indiano Srinivasa Ramanujan, é concedida pela Academia Nacional de Ciências da Índia, para trabalhos de destaque em matemática.

## Laureados
- 1962 Subrahmanyan Chandrasekhar
- 1964 B. P. Pal
- 1966 K. Chandrasekharan
- 1968 Prasanta Chandra Mahalanobis
- 1972 G. N. Ramachandran
- 1974 Harish-Chandra
- 1979 Ram Prakash Bambah
- 1982 Sarvadaman Chowla
- 1985 C. S. Seshadri
- 1988 Mudumbai Seshachalu Narasimhan
- 1991 Madabusi Santanam Raghunathan
- 1997 Kanakanahalli Ramachandra
- 2003 Calyampudi Radhakrishna Rao
- 2006 Raman Parimala
- 2010 S. G. Dani